# Miyamoto Usagi
Miyamoto Usagi is een personage uit de stripserie Usagi Yojimbo. Het personage is gebaseerd op Miyamoto Musashi. Miyamoto Usagis is een antropomorf Konijn (Usagi is Japans voor konijn) en een ronin. Hij is een zeer ervaren zwaardvechter, een van de beste van zijn land.
Naast zijn eigen stripserie had Miyamoto Usagi ook een aantal gastoptredens in de strips en animatieseries van de Teenage Mutant Ninja Turtles.

## Biografie
Usagi werd geboren als de enige zoon van een dorpshoofdman. Zijn twee vrienden in zijn jeugd waren Kenichi (met wie Usagie een rivaliteit had gedurende zijn hele leven) en Mariko (de reden voor de rivaliteit tussen Kenichi en Usagi).
Het trio ging uit elkaar toen de jongens naar de Dogora school van bujitsu werden gestuurd om te worden opgeleid tot samurais. Onderweg naar de school waren ze echter getuige van een confrontatie waarbij een groep arrogante Dogora studenten een reiziger genaamd Katsuichi aanvielen. Katuichi had de school jaren geleden verlaten omdat hij ontevreden was over het slechte kaliber van de studenten. Ondanks dat de studenten veruit in de meerderheid waren, versloeg Katsuichi ze met gemak met zijn ongewone maar doeltreffende vechttechniek. Kenichi was niet echt onder de indruk, maar Usagi wel. Hij volgde de reiziger en bood aan zijn student de worden. Aanvankelijk weigerde Katsuichi dit, maar toen Usagi een aantal dagen en nachten voor de deur van Katuichi’s huis bleef staan in weer en wind was hij overtuigd van Usagi’s vastberadenheid. Usagi was de enige student van Katsuichi.
Aan het einde van zijn training bracht Katsuichi Usagi naar een toernooi georganiseerd door de Dogora school. Usagi haalde het tot de finale, waarin hij moest vechten tegen zijn oude vriend Kenichi (die wel naar de Dogora school was gegaan en nu de beste student van die school was). Usagi won het toernooi en verdiende zijn eigen daisho: de katana genaamd Yagi no Eda ("Willow Branch") en de wakizashi genaamd Aoyagi ("Young Willow"). De lokale daimyo, Lord Mifune, observeerde het toernooi en was onder de indruk van Usagi’s vaardigheden. Hij vroeg Usagi voor hem te komen werken.
Alvorens in dienst te gaan bij Mifune keerde Usagi nog eenmaal terug naar zijn dorp om afscheid te nemen. Hier vond hij Kenichi in een dronken toestand. Kenichi had gezworen de school te verlaten omdat hij het toernooi niet kon winnen, maar schaamde zich te erg om naar huis te gaan. Samen keerden ze toch terug naar het dorp waar ze een aantal outlaws versloegen. Kenichi bleef in het dorp en werd zelfs dorpshoofd na de dood van Usagi’s vader.
Terwijl hij in dienst was van Mifune werd hij de persoonlijke bodyguard van de Lord en zijn familie. Usagi’s glansrijke carrière werd echter verwoest toen een rivaal van Mifune, Lord Hikiji, een ninja stuurde om de Mifune familie te vermoorden. Hij slaagde erin Mifune’s vrouw en zoon te vermoorden. Dit had een oorlog tussen de twee daimyo’s tot gevolg. Usagi vocht zelf ook tegen Hikiji, maar kon niet voorkomen dat Lord Mifune stierf. Wel wist hij Lord Mifune’s lichaam uit handen van de vijand te houden en te begraven.
Hierna werd Usagi en ronin, een samoerai zonder meester. Hij verdiende geld door zich te verhuren als bodyguard.

## Teenage Mutant Ninja Turtles
Usagi had in zowel de strips als animatieseries verschillende crossovers met de Teenage Mutant Ninja Turtles
In de eerste animatieserie deed hij twee keer mee. In deze serie werd hij echter "Usagi Yojimbo" genoemd (wat in werkelijkheid de naam van zijn eigen stripserie was). Zijn stem werd gedaan door Townsend Coleman.
In de tweede animatieserie werd hij wel correct "Miyamoto Usagi" genoemd. Hij verscheen voor het eerst in de finale van het tweede seizoen als deelnemer aan het Battle Nexus toernooi. Hij had veel respect voor Leonardo vanwege diens zwaardvechtkunsten. In een flashback was te zien hoe hij bij een eerder toernooi Splinter hielp door een huurmoordenaar die was gestuurd door Drako te verslaan. Usagi deed ook mee in de aflevering The Christmas Aliens, waarin hij naar de Turtles’ schuilplaats kwam voor het kerstfeest. In de aflevering The Real World werd Leonardo door Ultimate Drako naar Usagi’s wereld gestuurd. Hij en Usagi reisden samen naar de Battle Nexus om Ultimate Drako te stoppen.
Zijn tot nu toe laatste optreden in deze animatieserie was in de aflevering "Samurai Tourist", waarin Splinter hem en Gen uitnodigde in de hoop dat Usagi Leonardo kon helpen zijn woede als gevolg van een nederlaag tegen Shredder onder controle te houden. In deze serie werd zijn stem gedaan door Jason Anthony Griffith.